# Ямполовка
Ямполовка (укр. Ямполівка) — село на Украине, находится в Краматорском районе Донецкой области. С 19 февраля 2025 года село контролируется ВС РФ.
Код КОАТУУ — 1423085407. Население по переписи 2001 года составляет 200 человек. Почтовый индекс — 84440. Телефонный код — 6261.
По словам начальника Лиманской городской военной администрации Александра Журавлева: Все жители Ямполевки эвакуировались или уехали самостоятельно. Последний человек, отказавшийся от эвакуации, погиб от обстрела на улице в середине марта.

## Местная власть
84400, Донецкая область, Краматорский р-н, г. Лиман, ул. Независимости, 46